# Janine Ganser
Janine Ganser (* 23. November 1989 in Essen) ist eine deutsche Fußballspielerin.

## Karriere
Ganser bestritt von 2006 bis 2008 19 Bundesligaspiele für die SG Essen-Schönebeck, zumeist als Einwechselspielerin. Nachdem es in ihrem zweiten Jahr bei Essen nur noch zu vier Kurzeinsätzen gereicht hatte, wechselte sie im Sommer 2008 zum Zweitligisten SG Wattenscheid 09. Nach dem Zweitligaabstieg Wattenscheids schloss sich Ganser zur Saison 2010/11 dem Ligakonkurrenten 1. FC Lokomotive Leipzig an. Bereits nach einem Jahr wechselte sie jedoch wieder zurück in ihre Heimat, der VfL Bochum hatte ein Jahr zuvor die Frauenfußballabteilung der SG Wattenscheid nach deren Abstieg übernommen. Im Sommer 2014 ging Ganser zum Niederrheinligisten SpVg Schonnebeck.